# Sifiso Mzobe
Sifiso Mzobe est un auteur sud-africain. 

## Biographie
Mzobe est né et a grandi dans le canton d'Umlazi à Durban. Il a fréquenté le St Francis College à Mariannhill, puis a étudié le journalisme au Damelin Business Campus à Durban. Il a par la suite travaillé pour des journaux communautaires et en tant que journaliste indépendant.

## Œuvre
Son premier roman Young Blood a remporté de nombreux prix, dont le prix Wole Soyinka de littérature africaine en 2012, et a également été répertorié dans le Top Ten Books du Sunday Independent en 2010,,,

## Romans
- Young Blood, Kwela Books, 2010
- Durban december, Kwela Books, 2015
- Searching for Simphiwe: And Other Stories, Kwela Books, 2020

## Récompenses
- 2011, Herman Charles Bosman Prize pour Young Blood [5].
- 2011, The Sunday Times Fiction Prize, pour Young Blood[6],[7].
- 2011, South African Literary Award pour un premier roman[8].
- 2012, Wole Soyinka Prize for Literature in Africa pour Young Blood[9],[10],[11],[12].